# Synodontis serpentis
Synodontis serpentis är en fiskart som beskrevs av Whitehead 1962. Synodontis serpentis ingår i släktet Synodontis och familjen Mochokidae. Inga underarter finns listade i Catalogue of Life.